# Vîrivka, Konotop
Vîrivka (în ucraineană Вирівка) este localitatea de reședință a comunei Vîrivka din raionul Konotop, regiunea Sumî, Ucraina.

## Demografie
Componența lingvistică a localității Vîrivka
     Ucraineană (96,7%)
     Rusă (2,92%)
     Alte limbi (0,39%)
Conform recensământului din 2001, majoritatea populației localității Vîrivka era vorbitoare de ucraineană (96,7%), existând în minoritate și vorbitori de rusă (2,92%).